# Lažánky (kraj południowoczeski)
Lažánky – miejscowość i gmina (obec) w Czechach, w kraju południowoczeskim, w powiecie Strakonice. W 2022 roku liczyła 97 mieszkańców.